# Hélène Koscielniak
Pour les articles homonymes, voir Koscielniak.
Hélène Koscielniak est une auteure originaire du Nord de l'Ontario.

## Biographie
Détentrice d’une maîtrise en administration éducationnelle de l’Université d’Ottawa, Hélène Koscielniak a surtout œuvré en éducation. Elle s’est impliquée dans plusieurs organismes connexes, dont la Direction générale de la condition féminine de l’Ontario, les Services familiaux de Cochrane-Nord, la Cité collégiale, Contact-Nord, le Conseil d'administration de Science Nord ainsi que le Comité consultatif de langue française de TFO. Maintenant à la retraite, elle vit à Kapuskasing avec son mari Zyggy et poursuit son rêve, celui d’écrire.

## Prix et distinctions
- Lauréate du Prix de littérature éclairée du Nord 2010 pour Carnet de bord[1].
- Lauréate du Prix de littérature éclairée du Nord 2009 pour Marraine[1].
- Finaliste au prix des lecteurs de Radio-Canada 2008 pour Marraine[2].

## Sources
1. 1 2  Prix de littérature éclairée du Nord
2. ↑  Prix des lecteurs Radio-Canada 2008